# Šarena perunika
Šarena perunika (išarana perunika; lat. Iris variegata), zeljasta cvjetnica iz porodice perunikovki. Izvorni areal ove vrste je središnja i jugoistočna Europa pa do u Ukrajinu. To je rizomatski geofit i prvenstveno raste u umjerenom biomu.
Raste na otvorenim kamenitim područjima i među šikarama i u svijetlim šumama. Promjenjive visine, obično 30-45 cm, ali ponekad i manje, barem u divljini. Listovi 1-3cm široki, istaknuto rebrasti. Cvjetovi 5-7 cm u promjeru, blijedožuti
- I. variegata
- I. variegata
- I. variegata